# Artär

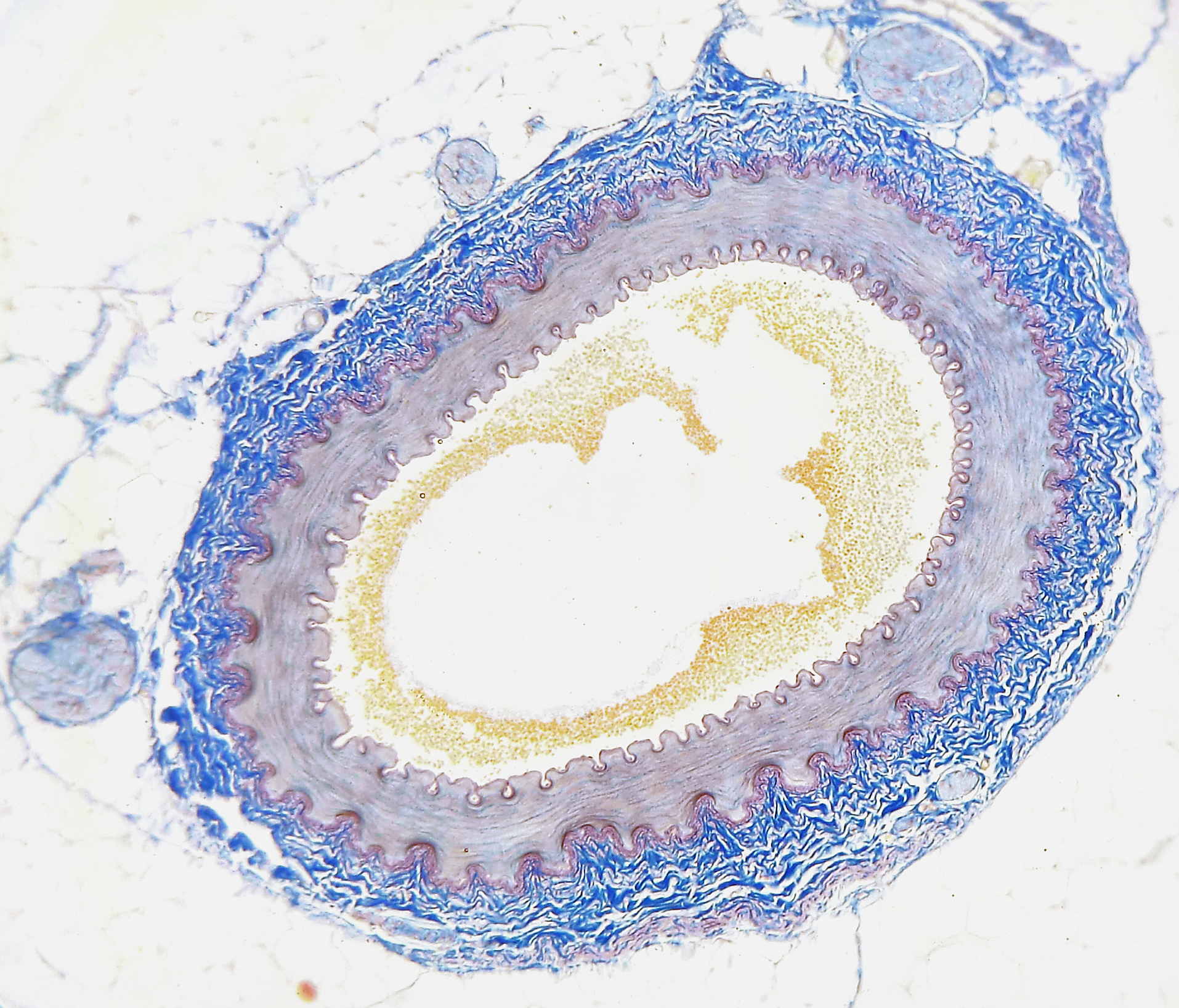
Ett tvärsnitt av en artär från människa.

Artärer (latin: singular arteria, plural arteriae) avser de blodkärl som leder syrerikt blod från hjärtat ut till kroppens celler och syrefattigt blod till lungorna. Alla artärer leder blod bort från hjärtat. Artärer har högt tryck och blodet kommer i stötar i takt med hjärtslagen (puls). Den största artären heter aorta och leder från hjärtat till kroppen. Blödningar från artärer kan därför ge farliga blodförluster på förhållandevis kort tid. Artärernas motsats är venerna som för tillbaka det syrefattiga blodet till hjärtat från kroppens celler, och det syrerika blodet från lungor till hjärtat. Artärerna förgrenar sig via arterioler till kapillärer som utgör de minsta blodkärlen.
Histologiskt är artärer uppbyggda av tre vävnadslager:
1. Tunica intima som är det innersta lagret mot lumen bestående av platta endotelceller vilande på ett skikt lucker bindväv. Lagret består av celler samt intercellulärsubstans, och växer i storlek med ökande ålder.
2. Tunica media är kärlväggens tjockaste lager och består av rikligt med cirkulärt löpande fenestrerade elastiska lameller mellan vilka det sitter glatta muskelceller.
3. Tunica externa (adventitia) består av lucker kollagen bindväv där man återfinner små blodkärl, vasa vasorum, tillsammans med nerver och fettvävnad. Övergången till omgivande bindväv är oskarp.

Periarterit är en inflammation i yttersta lagret av en artär och skall ej förväxlas med periartrit.

## Artärer i urval
- Aorta, stora kroppspulsådern
- Arteria hyaloidea
- Arteriae intercostales posteriores
- Arteria radialis
- Arteria subclavia
- Arteriae thoracicae internae
- Karotisblodkärlen
- Lungartärerna

### Webbkällor
- ”Pulsådror”. Svensk MeSH. Karolinska Institutet. https://mesh.kib.ki.se/term/D001158/arteries. Läst 20 januari 2021.